# Ljudmila Kerin
Ljudmila Kerin, s psevdonimoma Milka in Pohorska, slovenska partizanka in narodna herojinja Jugoslavije, * 1. januar 1923, Veliki Podlog, † 31. julij 1944, Ljubno (padla v boju).

## Predvojno življenje
Družina Kerin je imela kmetijo v Velikem Podlogu, oče pa je umrl mlad, zaradi česar se je družina težko preživljala. Milka, kot so Ljudmilo klicali domači, je osnovno šolo obiskovala v rodnem kraju, štiri razrede meščanske šole pa je dokončala v Krškem. Po končanem šolanju je ostala doma na kmetiji, kjer je pomagala materi pri vzgoji štirih bratov in sester.
Še pred izbruhom druge svetovne vojne v Sloveniji se je  Milka  povezala z revolucionarjem Francom Packom, njuno sodelovanje pa se je še poglobilo po njegovem povratku iz Koncentracijskega taborišča v Bileći. Pacek je Milko začel vpeljevati v politično dejavnost, skupaj pa sta po izbruhu sovražnosti v letu 1941 predstavljala osrednji figuri organizacije narodno-osvobodilnega gibanja v Krškem in njegovi okolici.

## Druga svetovna vojna
Po tem, ko je okupator razbil ilegalno skupino  članov KPJ in SKOJa v Krškem ter jih večino postrelil kot talce, je 30. julija 1941 Milka Kerin s Francom Packom prebegnila preko takratne nemško-italijanske meje in se umaknila na Dolenjsko. Nekaj časa sta preživela v partizanskem taboru Novomeške čete na Gorjancih, nekaj časa pa na položajih na Frati.
Iz Novomeške čete, ki je imela konec oktobra svoj tabor na Brezovi Rebri, sta se premaknila na Kozjansko, da bi stopila v stik s Štajerskim bataljonom. 26. oktobra 1941 je bila partizanska patrulja izdana,  Milka pa je takrat  padla v roke Nemcem. Iz Kozjega je bila s policijske postaje kasneje prepeljana v sodnijski zapor v Krškem, od tam pa 12. decembra 1941 v sodnijski zapor v Mariboru. Od tam je bila 7. januarja 1942 premeščena v taborišče Bori. 28. aprila 1942 je bila z večjo skupino zapornikov izpuščena. Preselila se je k sestri v Slovenj Gradec, kjer je ostala pol leta, nato pa je morala oditi k materi, ki so jo pred tem nasilno preselili v Erenfridersdorf v Nemčijo.
Že 2. avgusta 1942 je Ljudmila odpotovala v Ruše in se s pomočjo skupine SKOJevk pridružila Ruški četi. S četo je sodelovala v bojih po Pohorjum 3. novembra 1942 pa se je četa pridružila Pohorskemu bataljonu. Kerinova je postala sekretarka celice v 1. četi, kasneje pa politdelegat ženskega voda. 3. decembra 1942  je bataljon v Josipdolu pri Ribnici na Pohorju napadel nemško policijsko postajo, pri čemer je bil težko ranjen komisar Druge grupe odredov Dušan Kveder - Tomaž. Kerinova je bila naslednji dan kot bolničarka dodeljena skupini, ki je z ranjenim komisarjem prebila obroč. V Škalskih Cirkovcih je tako pozimi v sanitetnem bunkerju skrbela za Dušana Kvedra in ni sodelovala v poslednjem boju Pohorskega bataljona 8. januarja 1943 na Osankarici.
Na začetku marca 1943 se je  Milka vrnila v operativno enoto. Na Limbarski gori se je priključila Zasavskemu bataljonu, od koder je maja 1943 odšla v Savinjski bataljon Kamniško-zasavskega odreda. Tam je bila najprej vodnica, nato pa komisarka bataljona. V drugi polovici junija 1943 je odšla na Pohorje, kjer se je pridružila 2. Pohorskemu bataljonu.
Pred kapitulacijo Italije se je na Dolenjskem močno povečalo število partizanskih enot. Sredi avgusta 1943 se je od 2. Pohorskega bataljona zato odcepila večja skupina, ki se je priključila 6. SNOB »Slavko Šlander«. Med temi borci je bila tudi Milka Kerin, ki pa se  z brigado ni prebila preko Save na Dolenjsko, temveč je ostala v Pokrajinskem komiteju KPS.
17. oktobra 1943 je  Kerinova kot delegatinja štajerskih žena-bork na 1. kongresu Slovenske protifašistične ženske zveze v Dobrniču nastopila kot govornica v imenu štajerskih partizank in aktivistk.
Po ustanovitvi 11. SNOB, 8. januara 1944, se je Milka Kerin ponovno vrnila na Pohorje. Postala je namestnica komisarja 1. bataljona. Še posebej se je v boju izkazala v bitki med 30. aprilom in 1. majem 1944, ko je 11. SNOB Miloša Zidanška v sklopu operacij 14. divizije na Štajerskem uničila  nemško postojanko v Mislinji.
Julija 1944 je bila Milka  na partijskem tečaju, od koder se je v svojo enoto vrnila šele v dneh pred začetkom osvobajanja Gornjesavinjske doline. S Šlandrovo brigado je 31. julija 1944 sodelovala pri napadu na Ljubno. Ob koncu bitke, ko je bilo Ljubno že praktično osvobojeno, jo je smrtno zadela sovražnikova krogla.
Za narodno herojinjo je bila proglašena 21. julija 1953.